# Ortelsdorf (Frankenberg)
Ortelsdorf ist ein Ortsteil der Stadt Frankenberg/Sa. im sächsischen Landkreis Mittelsachsen. Ortelsdorf wurde am 1. Juli 1950 nach Gunnersdorf eingemeindet, mit dem der Ort am 1. Oktober 1961 zur Stadt Frankenberg/Sa. kam. Ortelsdorf wird wie Gunnersdorf nicht als eigenständiger Ortsteil, sondern als Stadtteil zu Frankenberg/Sa. gezählt.

## Geographie

### Geografische Lage und Verkehr
Ortelsdorf ist der einzige Ortsteil der Stadt Frankenberg/Sa., der auf der linken Seite der Zschopau liegt. Der Fluss bildet die Ostgrenze von Ortelsdorf. Durch das nördliche Ortsgebiet verläuft die Bundesstraße 169.

### Nachbarorte
|           | Niederlichtenau                             |             |
| Ebersdorf | Kompassrose, die auf Nachbargemeinden zeigt | Gunnersdorf |
|           | Lichtenwalde                                |             |

## Geschichte

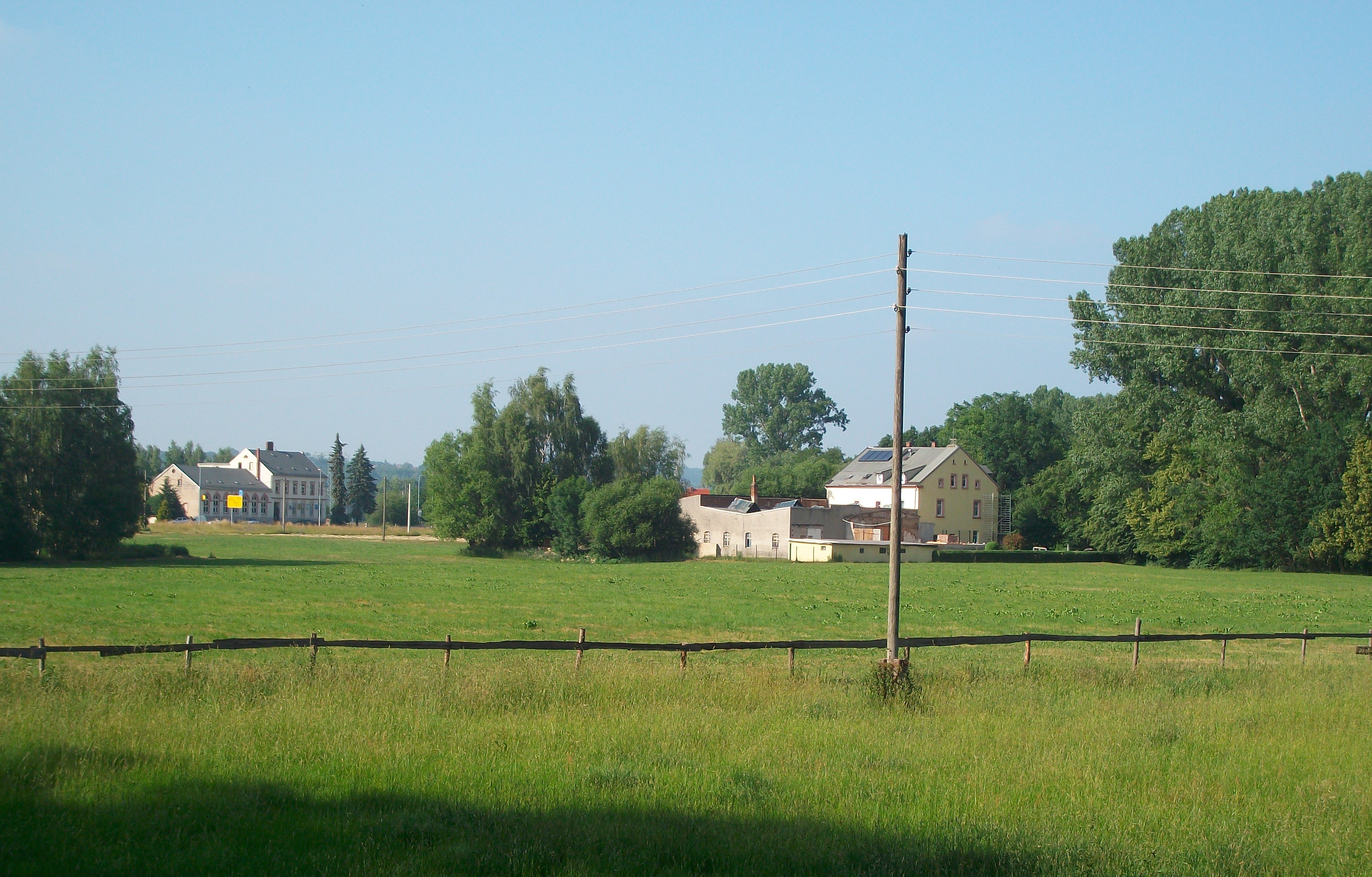
Blick auf Ortelsdorf

Das Waldhufendorf Ortelsdorf wurde im Jahr 1350 als „Ortlibistorf“ erwähnt. Im Gegensatz zu Gunnersdorf auf der östlichen Seite der Zschopau, welches zum Amt Frankenberg-Sachsenburg gehörte, unterstand Ortelsdorf am westlichen Ufer der Zschopau zeitweise der Grundherrschaft des Ritterguts Lichtenwalde bzw. als Amtsdorf direkt dem kursächsischen Amt Lichtenwalde, das ab 1696 durch das kursächsische Amt Frankenberg-Sachsenburg und ab 1783 durch das kursächsische bzw. spätere königlich-sächsische Amt Augustusburg verwaltet wurde. Nach dem Ende der sächsischen Ämterverfassung 1856 lag Ortelsdorf im Zuständigkeitsbereich des Gerichtsamts Frankenberg und ab 1875 der Amtshauptmannschaft Flöha.
Am 1. Juli 1950 wurde Ortelsdorf nach Gunnersdorf eingemeindet. Durch die zweite Kreisreform in der DDR kam die Gemeinde Gunnersdorf mit ihrem Ortsteil Ortelsdorf am 25. Juli 1952 zunächst zum Kreis Flöha, sie wurde jedoch am 4. Dezember 1952 dem Kreis Hainichen im Bezirk Chemnitz (1953 in Bezirk Karl-Marx-Stadt umbenannt) angegliedert. Am 1. Oktober 1961 erfolgte die Eingemeindung von Gunnersdorf mit Ortelsdorf nach Frankenberg. Seit 1990 gehört Ortelsdorf als Teil der Stadt Frankenberg zum sächsischen Landkreis Hainichen, der 1994 im Landkreis Mittweida und im Jahr 2008 im Landkreis Mittelsachsen aufging.